# Dzielnice i osiedla Damaszku
Muhafaza Damaszek-Miasto obejmuje 2 miasta: Damaszek i Al-Jarmuk. Damaszek dzieli się 15 dzielnic (baladijja), które z kolei obejmują osiedla (al-haj). Poniższa lista obejmuje dzielnice i osiedla Damaszku oraz osiedla miasta Al-Jarmuk. W nawiasie podano liczbę ludności pochodzącą ze spisu powszechnego z roku 2004. Dane dotyczące dzielnic oparto na sumie populacji osiedli.
| Dzielnica                        | Liczba ludności (2004) | Osiedle |
| -------------------------------- | ---------------------- | --- |
| Stare Miasto (Dimaszk al-Kadima) | 24 721                 | - Al-Amara al-Dżuwanijja (2451) - Al-Amin (3220) - Bab Tuma (5746) - Al-Hamidijja (208) - Al-Harika (266) - Dżura (2583) - Ma’azanat asz-Szahm (3707) - Kajmarijja (4034) - Szaghur al-Dżuwani (2506)   |
| Barza                            | 107 596                | - Al-Abbas (23 112) - Barza al-Balad (31 634) - Uszsz al-Warwar (20 458) - Al-Manara (10 199) - Masakin Barza (15 705) - An-Nuzha (6488)                                                                |
| Dummar                           | 96 962                 | - Al-Arin (14 285) - Dahijat Dummar (18 739) - Dummar al-Gharbijja (30 031) - Dummar asz-Szarkijja (19 739) - Al-Wurud (14 167)                                                                         |
| Dżaubar                          | 83 245                 | - Dżaubar Gharbi (17 799) - Dżaubar Szarki (42 430) - Al-Istiklal (1677) - Al-Mamunijja (21 339) |
| Kanawat                          | 58 053                 | - Ansari (9552) - Bab al-Dżabijja (3697) - Bab Surajdża (5612) - Al-Baramika (14 969) - Al-Hidżaz (5572) - Mudżtahid (3061) - Kanawat (4610) - Kabr Atika (7213) - As-Suwajka (3767)                    |
| Kafr Susa                        | 113 968                | - Al-Firdaus (34 861) - Al-Ichlas (23 134) - Kafr Susa al-Balad (21 983) - Al-Liwan (20 109) - Mazza al-Basatin (3606) - Al-Waha (10 275)                                                               |
| Mazza                            | 123 313                | - Al-Dżala’a (3514) - Fa’alat al-Gharbijja (12 393) - Fa’alat asz-Szarkijja (13 776) - Mazza 86 (33 191) - Mazza al-Kadima (13 555) - Mazza Dżabal (22 655) - Ar-Rabwa (10 002) - As-Sumarijja (14 227) |
| Al-Majdan                        | 177 456                | - Bab Masr (11 330) - Dakak (10 858) - Al-Hakla (8076) - Al-Ka’a (11 791) - Majdan al-Wastani (23 745) - At-Tadamun (86 793) - Az-Zahra (24 863)                                                        |
| Al-Muhadżirin                    | 55 510                 | - Abu Rummana (6421) - Al-Habubi (5453) - Al-Maliki (4035) - Al-Marabit (6474) - Al-Mastaba (9620) - Ar-Rauda (5671) - Szura (17 836)                                                                   |
| Al-Kabun                         | 89 974                 | - Al-Masani (3419) - Al-Kabun (33 327) - Tiszrin (53 228) |
| Al-Kadam                         | 95 944                 | - Al-Asali (21 731) - Dahadil (14 310) - Dżurat asz-Szurajbati (8836) - Al-Mustafa (9218) - Al-Kadam (18 649) - Kadam Szarki (4022) - As-Sajjida A’isza (19 178)                                        |
| Rukn ad-Din                      | 92 646                 | - Asad ad-Din (34 314) - Ajjubijja (13 089) - Al-Fajha’a (11 330) - An-Nakszabandi (33 913) |
| As-Salihijja                     | 72 303                 | - Abu Dżarasz (12 798) - Al-Madaris (12 731) - Al-Mazra’a (6818) - Kasjun (22 017) - Szajch Muhi ad-Din (11 502) - Asz-Szuhada (6437)                                                                   |
| Sarudża                          | 83 814                 | - Al-Adwi (16 088) - Al-Amara al-Barranijja (2159) - Faris al-Churi (8970) - Masdżid Aksab (14 148) - Al-Kassa’a (11 467) - Al-Kusur (15 568) - Al-Ukajba (8813) - Sarudża (6601)                       |
| Asz-Szaghur                      | 119 569                | - Bab Szarki (12 318) - Al-Bilal (21 408) - Ibn Asakir (4539) - An-Nidal (15 588) - Raudat al-Majdan (4887) - Szaghur Barrani (13 169) - Al-Wahda (29 553) - Az-Zuhur (37 367)                          |
| Al-Jarmuk                        | 137 248                | - Al-Faludża (11 245) - Hittin (47 922) - Al-Karmil (19 420) - An-Nasirijja (17 272) - As-Saman min Adar (5858) - At-Takaddum (35 531)                                                                  |

## Przypisy

Mapa obrazująca podział administracyjny muhafazy Damaszek-Miasto (dzielnice Damaszku oraz Al-Jarmuk).